# Cyberdramon
Cyberdramon (サイバードラモン?) è un Digimon di livello evoluto del media franchise giapponese Digimon, che comprende anime, manga, giocattoli, videogiochi, carte collezionabili ed altri media. Cyberdramon appare nella serie Digimon Tamers ed è il Digimon partner di Ryō Akiyama.
È un Digimon piuttosto feroce e la sua missione consiste nell'eliminare tutti i Digimon di tipo virus che invadono la rete. Tuttavia, Cyberdramon è un soldato solitario che non è affiliato al gruppo dei "Virus Busters". Il suo partner, Ryo, dispone di una frusta di energia abbastanza unica che si genera dal suo Digivice D-Arc e che serve a trattenerlo se il Digimon va fuori controllo.
Cyberdramon è doppiato in giapponese da Ikkei Seta e in italiano da Maurizio Romano.

## Concezione e creazione
Poiché Ryo è un personaggio originale della serie di videogiochi di Digimon per WonderSwan, inizialmente non possedeva un Digimon partner specifico, poiché il giocatore poteva volta per volta scegliere il partner del ragazzo. Tuttavia, in Tamers, era necessario che Ryo avesse un partner e la scelta ricadde sul popolare Cyberdramon. Era stata la stessa squadra di sviluppo dei giochi per WonderSwan a proporre che Cyberdramon fosse ossessionato dalla ricerca di avversari forti da sfidare.
Come Takato ed i suoi amici, Ryo e Cyberdramon sono in grado di biodigievolvere per diventare Justimon, un Digimon unico di Tamers. La sua lunga sciarpa rossa fluente, sferzante nel vento, è ispirata dagli eroi d'azione degli anni settanta come Kamen Rider.

## Aspetto e caratteristiche
Il nome "Cyberdramon" deriva parzialmente dalle parole inglesi "cyber", che significa "cibernetico", "dra", diminutivo di "dragon", che vuol dire "drago", e dal suffisso "-mon" (abbreviazione di "monster"), che tutti i Digimon hanno alla fine del loro nome. Quindi, "Cyberdramon" significa letteralmente "mostro simile ad un drago cibernetico".
Cyberdramon è un Digimon androide appartenente alla stirpe dei Digidraghi e discendente da una progenie eroica, il cui corpo è avvolto in una speciale armatura fatta di gomma, che può resistere a qualsiasi tipo di attacco. La gomma speciale che compone la sua armatura amplifica inoltre la potenza offensiva di chi la indossa, oltre a fornire una eccellente abilità difensiva, e Cyberdramon ritiene questo un dono del cielo durante le battaglie più dure.
Quando dei Digimon di tipo virus si raggruppano nelle reti telematiche, Cyberdramon appare dal nulla e cancella interamente questo tipo di Digimon. Tuttavia, il Digimon per natura è portato ad essere un guerriero solitario, che preferisce combattere da solo piuttosto che insieme agli altri "Virus Busters"; il motivo per cui lui voglia essere un lupo solitario è avvolto nel mistero. Il suo attacco speciale sono i Globi Perforanti, che sono delle potenti onde d'urto emesse dalle braccia del Digimon che cancellano e distruggono i dati di composizione dell'area attorno al nemico. Il nemico viene presto cancellato da questo attacco, non lasciando tracce di dati una volta che viene eliminato da questo tipo di colpo. Cyberdramon è fra tutti i digimon partner conosciuti, come quello più instabile. La sua ossessione nella ricerca di potenti avversari da affrontare lo ha portato spesso ed eliminarli, Ryo suo partner umano e domatore è più volte stato costretto ad intervenire per evitare che commettesse dei massacri. Questo suo desiderio di sfida sembra avere trovato appagamento nell'avere percepito la forza Guilmon, ritendolo l'avversario più forte che abbia mai conosciuto.

## Apparizioni
Ryo e Cyberdramon appaiono per la prima volta nella Piana degli Orologi, un'area di Digiworld con delle nuvole simili a meccanismi. I due intervengono in aiuto di Rika, Renamon, Kazu e Kenta, alle prese con un Megadramon, e lo rinchiudono nuovamente nel terreno, fermando il meccanismo che lo aveva liberato. Cyberdramon, inoltre, riesce a sconfiggere il Deva Majiramon grazie alla Digimodifica di Ryo con la Carta Amplificante, che fa crescere Cyberdramon fino a dimensioni colossali, sovrastando il Deva in potenza. Tuttavia, alla fine del combattimento, Ryo e Cyberdramon abbandonano il gruppo perché Cyberdramon è ancora impegnato nella sua missione di trovare il suo vero avversario. Ciò li porta nel dominio di Baihumon, in cui Ebonwumon sta assistendo ad un combattimento tra lo stesso Baihumon ed il D-Reaper. Cyberdramon è una risorsa importante anche nella battaglia contro lo stesso D-Reaper grazie alla Biodigievoluzione di Ryo e del Digimon in Justimon.
La Biodigievoluzione tra i due è piuttosto unica, perché avviene quando Cyberdramon è al livello evoluto, al contrario degli altri Domatori che attivano la Biodigievoluzione quando i loro Digimon sono al livello intermedio per diventare Digimon di livello mega.
Nel film Runaway Digimon Express, dopo la vittoria riportata nella battaglia contro i Parasimon, Cyberdramon partecipa alla festa a sorpresa organizzata per il compleanno di Rika.

## Altre forme
Il nome "Cyberdramon" si riferisce solo alla forma al livello evoluto di questo Digimon. Durante la serie, Cyberdramon appare anche in un certo numero di altre forme, ognuna con un nome e degli attacchi speciali differenti. Tuttavia, il livello evoluto costituisce la sua forma preferita e quella in cui passa la maggior parte del tempo.
Nel videogioco Digimon Tamers: Brave Tamer, Cyberdramon assume la forma al livello primario di Ketomon e quella al livello campione di Strikedramon, ma può digievolvere in ZeedMillenniummon grazie all'ausilio della sua carta, così come in Justimon. Poiché Brave Tamer costituisce l'anello di collegamento che spiega il passaggio di Ryo dall'universo di Adventure a quello di Tamers, queste forme sono canoniche.

### Ketomon
Ketomon (ケトモン?) è la forma al livello primario di Cyberdramon. Il nome "Ketomon" deriva dalla parola giapponese "ketobasu", che significa "emarginato, reietto". "Ketomon" vuole quindi dire "mostro reietto".
È un Digimon simile ad un blob violaceo, con un segno giallo sulla fronte e due arti simili a pinna. Sulla testa è presente una terza pinna con striature anch'esse gialle. È molto simile alla testa di un'altra delle creature che appartengono alla sua linea evolutiva, Monodramon.

### Hopmon
Hopmon (ホップモン?) è la forma al livello primo stadio di Cyberdramon. Il suo nome deriva dalla parola inglese "hop", "saltello". Il suo nome vuol dire quindi "mostro saltellante" e potrebbe riferirsi al fatto che, data la sua forma, Hopmon è costretto a muoversi saltellando.
Hopmon non dispone di arti inferiori: ha infatti una forma simile a quella di una goccia, conservando le due pinne laterali della forma di Ketomon. È un Digimon di colore viola, con squame appuntite che fuoriescono dalla schiena e con striature gialle sparse per il suo corpo, dagli occhi neri e dai denti aguzzi, di cui due fuoriescono dalla sua bocca.
Al termine della battaglia con il D-Reaper, per effetto del programma usato per sconfiggere la minaccia digitale, Cyberdramon regredisce in Hopmon ed è costretto a tornare a Digiworld.

### Monodramon
Monodramon (モノドラモン?) è la forma al livello intermedio di Cyberdramon. Il nome "Monodramon" deriva dalle parole inglesi "mono", che significa "uno solo" e si riferisce all'unico corno sulla testa del Digimon, e "dra", diminutivo di "dragon", che vuol dire "drago". Quindi, "Monodramon" significa letteralmente "mostro simile ad un drago con un solo corno".
Monodramon ha le sembianze di un piccolo drago viola con occhi e striature gialle lungo tutto il corpo, eccetto due motivi rossi che attraversano trasversalmente le sue spalle. Dispone inoltre di un paio di ali ripiegabili viola. Quando si trova in questa forma, Monodramon non conserva nulla della personalità aggressiva di Cyberdramon e diventa un Digimon molto più allegro, giocoso e curioso.
Monodramon appare per la prima volta quando i Domatori ed i loro Digimon fuggono da Digiworld a bordo dell'Arca, all'interno della quale Cyberdramon è costretto a regredire in Monodramon a causa delle ristrette dimensioni della stessa. Quando non impegnato in combattimento, è Monodramon ad accompagnare Ryo nel mondo reale.
In Brave Tamer, dopo che Ryo viene spedito attraverso lo spazio ed il tempo da Moon=Millenniummon, il ragazzo incontra Monodramon in un mondo digitale ancora piuttosto primitivo. Il piccolo Digimon viene scelto per essere il vero partner di Ryo da ENIAC. I due vivono insieme una serie di avventure attraverso il tempo e varie dimensioni per sconfiggere ZeedMillenniummon e sono infine costretti a recarsi alla dimora del Digimon malvagio per sconfiggerlo. Una volta arrivati lì, ZeedMillenniummon rivela di essere sempre stato lui il vero Digimon partner di Ryo. Alla fine, Monodramon riesce in qualche modo a costringere ZeedMillenniummon a prendere parte ad una DNAdigievoluzione insieme a lui, dando vita ad un Digiuovo che successivamente si schiuderà, dando vita poi a Cyberdramon.
In un capitolo speciale di Digimon Adventure V-Tamer 01, Ryo e Monodramon fanno squadra con Taichi Yagami e Zeromaru contro il Digimon malvagio Vikemon, sconfiggendolo nonostante i continui litigi di Ryo e Taichi.

### Strikedramon
Strikedramon (ストライクドラモン?) è la forma al livello campione di Cyberdramon. Il nome "Strikedramon" deriva dalle parole inglesi "striking", che significa "impressionante, straordinario", e "dra", diminutivo di "dragon", che vuol dire "drago". Quindi, "Strikedramon" significa letteralmente "mostro simile ad un drago impressionante".
Strikedramon è un Digimon molto più grande di Monodramon, ma che ciò nonostante conserva alcune delle caratteristiche del piccolo Digidrago, come il corno ancora presente sulla testa e l'evoluzione della sua coda. Anche il colore è ancora quello viola proprio di Monodramon. Strikedramon presenta anche diverse somiglianze con Cyberdramon, come la forma del volto e del corpo, la struttura fisica e la presenza di diverse placche di metallo che fungono da corazza per questo Digidrago. Tuttavia, il Digimon potrebbe essere considerato di una razza completamente diversa, perché, quando in Commando Mode, si trasforma in un comandante ricoperto completamente di placche di metallo. Si dice che la criniera che fuoriesce dal suo casco costituisca in realtà delle fiamme rosso pallido, mentre i motivi rossi sul suo corpo bruciano costantemente.
Strikedramon è noto con il soprannome di "Drago Commando", poiché il suo obiettivo dichiarato è quello di diventare il migliore dei Virus Busters. È di tipo antivirus, quindi è un Digimon gentile e spensierato, che però scatena i suoi istinti distruttivi ogni volta che sente la presenza di un Digimon di tipo virus, non smettendo di combattere finché non avrà trasformato il suo avversario in dati di scarto. Il suo attacco speciale è Strike Fang, che dà fuoco alle placche metalliche sul suo corpo, il quale si copre di fiamme, scagliandosi poi impavidamente sul nemico.

### Justimon
Justimon (ジャスティモン?) è la Digievoluzione al livello mega di Cyberdramon. Il suo nome deriva dalla parola inglese "justice", "giustizia". Il suo nome vuole quindi dire "mostro della giustizia".
Il nome di questo Digimon è giustificato pienamente dal suo aspetto e dalla sua attitudine. È infatti un Digimon eroico che indossa una lunga sciarpa rossa che viene sferzata dal vento. Queste caratteristiche traggono ispirazione dalla serie di Super Sentai e dagli altri eroi in stile Tokusatsu, in particolare dalla serie dell'era Showa Kamen Rider. Questo prode eroe, con il suo fiero modo di fare, non chiude mai un occhio sulla condotta dei Digimon malvagi, fermando le loro attività inique nel nome della giustizia; molti piccoli Digimon desiderano ardentemente imitare le sue gesta. Justimon appare, agisce con il suo martello della giustizia metallico e sparisce come una folata di vento. Inoltre, gli piace stare sui bordi dei precipizi e guardare al sole della sera. È in grado di trasformare il suo potente braccio destro per effettuare diversi tipi di attacchi: ciò è possibile cambiando il suo braccio dalle tre estensioni con un altro grazie al suo dispositivo "Trasmettitore Esteso", posizionato sulla parte posteriore della sua spalla destra. Si dice che il suo Calcio Cosmico abbia una potenza distruttiva fino a quarantacinque tonnellate, mentre il suo attacco speciale Trinity Arm gli permette di usare le sue tre braccia speciali tutte in una volta.
Justimon è una grande risorsa che si schiera con gli altri Digimon di livello mega del gruppo (Gallantmon, MegaGargomon e Sakuyamon) per aiutarli a combattere il D-Reaper. Il suo aiuto è molto prezioso nella lotta contro il programma malvagio. Quando il D-Reaper cresce in grandezza, il gruppo si incontra nuovamente per provare a liberare Jeri dal cuore del D-Reaper. Mentre Gallantmon prova a raggiungere il cuore, Justimon, insieme a MegaGargomon e Sakuyamon, combatte contro l'impressionante Cable Reaper. Poiché i loro attacchi non riescono a sconfiggere il potente essere, Sakuyamon dona i suoi poteri a Justimon, che li convoglia nella sua Lama d'Energia. Con la sua Lama, ora immensa, Justimon riesce a tranciare in due parti il Cable Reaper, ma questo presto si rigenera. Tuttavia, i Digimon Supremi intervengono a salvare il gruppo, riportando il Cable Reaper a Digiworld. Subito dopo, MegaGargomon attiva il programma Shaggai, il quale riesce a far regredire il D-Reaper al suo stato primordiale. A causa degli effetti del programma, Justimon si separa nuovamente in Ryo e Cyberdramon.
Nel film Runaway Digimon Express, Justimon giunge da Digiworld per aiutare gli altri Domatori a combattere lo sciame di Parasimon che ha invaso la città. Non viene svelato perché Justimon arrivi in soccorso o come potesse sapere che gli altri avessero bisogno del suo aiuto.

## Character song
Cyberdramon ha come image song personale la canzone dell'album Best Tamers 5 "DoD" (ovvero "Dead or Dead", "Morto o morto"). Inoltre, sempre in Best Tamer 5, Cyberdramon duetta con Ryo nella canzone "Fighting Soul" ("Anima combattiva"). Canta infine nell'interpretazione dei personaggi maschili di "The Biggest Dreamer" (la versione giapponese della sigla iniziale di Tamers) presente nel CD memorial "WE LOVE DIGIMON MUSIC" ("AMIAMO LA MUSICA DI DIGIMON").

## Accoglienza
WatchMojo ha considerato Justimon nelle menzioni d'onore tra i migliori Digimon in generale.